# هربسلبن
هربسلبن (به آلمانی: Herbsleben) یک شهر در آلمان است که در اونستروت-هاینیش واقع شده‌است. هربسلبن ۳٬۱۰۹ نفر جمعیت دارد.